# یان کارسکی
یان کارسکی (به لهستانی: Jan Karski؛ ۲۴ ژوئن ۱۹۱۴ – ۱۳ ژوئیه ۲۰۰۰ (۸۶ سال)) یک لهستانی فعال در جنبش مقاومت لهستان طی جنگ جهانی دوم و پس از آن استاد دانشگاه جرج‌تاون بود. کارسکی در سال‌های ۱۹۴۲ و ۱۹۴۳ به دولت در تبعید لهستان و متفقین غربی آن در مورد وضعیت لهستان تحت اشغال آلمان به خصوص نابودی محله یهودی‌نشین ورشو و اردوگاه‌های مرگ مخفی آلمان نازی گزارش می‌داد.
از فیلم‌ها یا برنامه‌های تلویزیونی که وی در آن نقش داشته‌است می‌توان به شوآ اشاره کرد.
وی همچنین برندهٔ جوایزی همچون نشان افتخار آزادی رئیس‌جمهوری شده‌است.

## نگارخانه

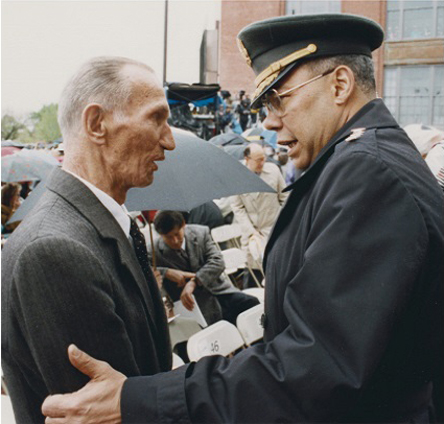
یان کارسکی با ژنرال کالین پاول در افتتاح موزه یادبود هولوکاست در ایالات متحده
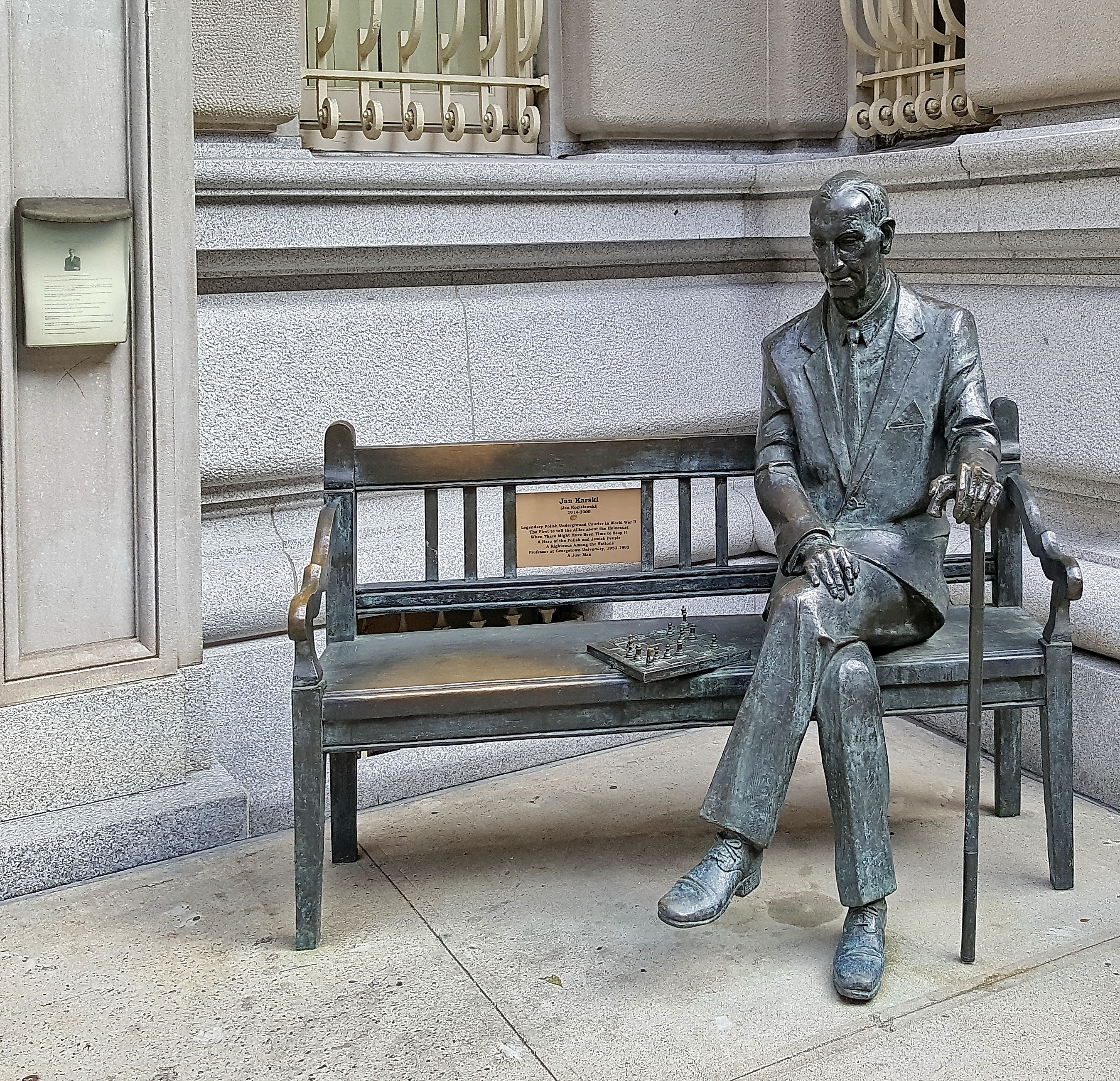
نیمکت یان کارسکی در مقابل سرکنسولگری جمهوری لهستان در شهر نیویورک
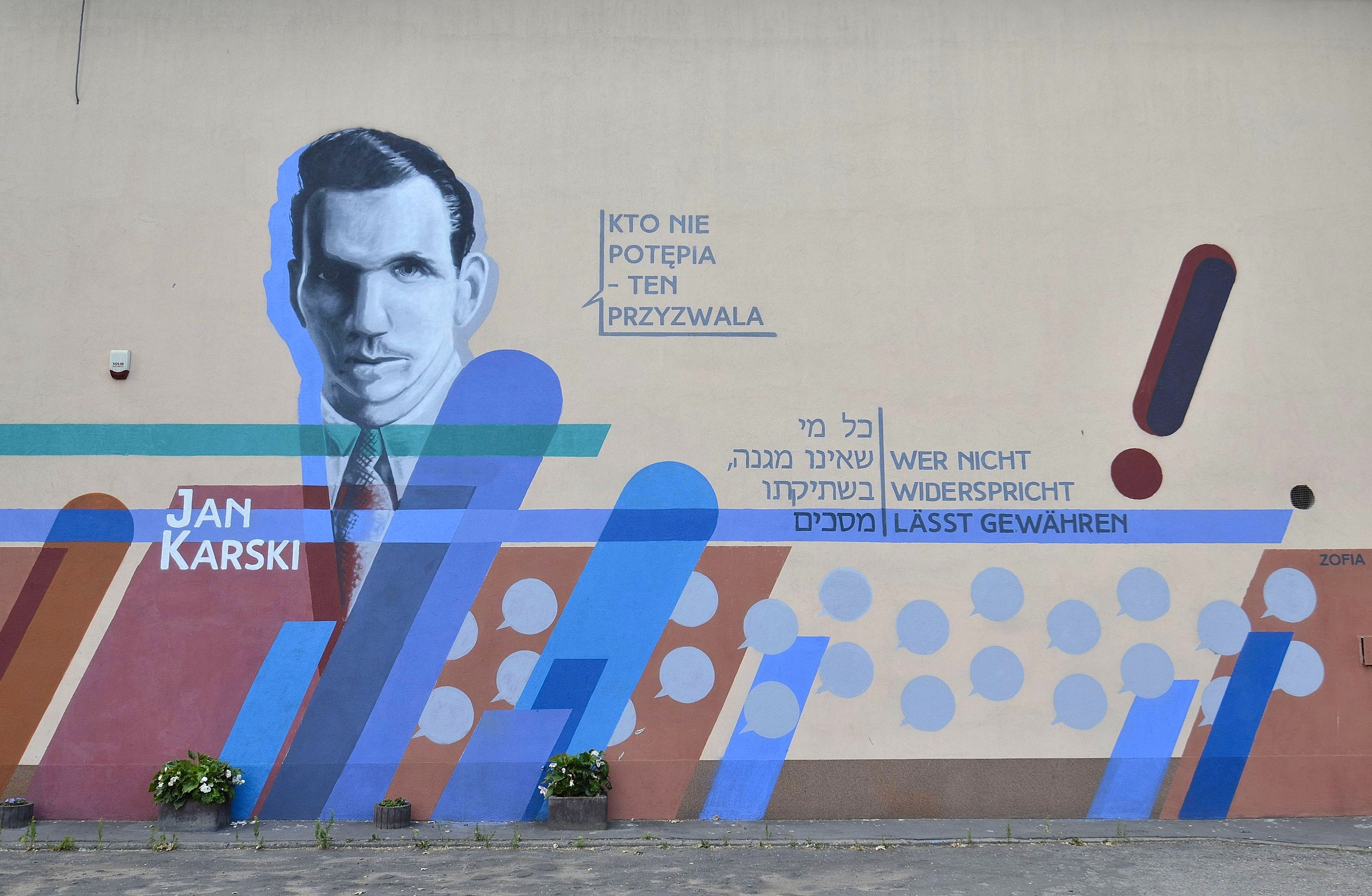
یک نقاشی دیواری در بزرگداشت یان کارسکی در در خیابانی در ورشو.